# リブラジュド
リブラジュド（アルバニア語: Librazhd, Librazhdi）はアルバニアのエルバサン州の基礎自治体と町である。2015年には、旧基礎自治体のリブラジュド、チェンダル・リブラジュド、ホトリシュト、ルニク、、ポリスおよびオレンヤが現在の基礎自治体に合体した。リブラジュド町は庁所在地である。2023年に基礎自治体の人口は23,312人であり、町の人口は6,787人だった。リブラジュドはシェベニク国立公園の近くにある。
サッカークラブはKFソポティ・リブラジュドである。